# Сони Корлеоне
Сантино „Сони” Корлеоне је фиктивни лик из романа Кум који је написан 1969. године, по коме је 1972. године снимљен и филм.
Он је најстарији син мафијашког Дона Вита и Кармеле Корлеоне. Има два брата, Фреда и Мајкла и сестру Кони. У прва два дела филма Кум његов лик игра Џејмс Кан.
Роман Кoпола, син директора Франсиса Форда Копола је играо улогу дечака у сцени филма 1920. године.

## Биографија романа и филма
И у роману и у филму, Сони је најстарији син Вита Корлеонеа. За разлику од тихог, добро прорачунљивог оца, Сони је дрзак, темпераментан и склон насиљу.
У 16. години, Сони је био склон пљачкама. Када је Питер Клеменца, десна Витова рука и Сонијев кум, обавестио Вита о томе, Вито је захтевао од сина да му објасни његове поступке. Сони му је рекао да је био сведок његовог убиства припадника "Црне руке", гангстера Дона Фанучија и да жели да се прикључи породичном бизнису. После разговора Вито га је послао код Клеменце на обуку.
Сони је стекао репутацију када је имао 19 година. У средњим 20-им годинама био је проглашен за капорегимена у Корлеоне породици. До краја Другог светског рата постаје очев заменик и очигледни наследник, поштован и многи су га се плашили попут немилосрдног убице са ватреним темпераментом. Сони је имао и добре стране, у 11. години довео је бескућника дечака кући, Тома Хејгена, захтевајући да му буде дозвољено да живи са породицом. Вито је неформално усвојио Хејгена који је касније постао Витов консиљеро (consigliere). Као најстарије дете, Сони се заштитнички понашао према млађој браћи и сестри и имао је близак однос са његовим најмлађим братом Мајклом и са сестром Кони. Није био у стању да повреди жене, децу или било кога ко није био у могућности да се брани.
Сони се оженио са Сандром са којом има четворо деце, али имао је и неколико љубавница, укључујући и Луси Манчини, која је била Конијева деверуша. У роману, Сандра дозвољава и бива захвална за његово неверство зато што није била у могућности да толерише његов велики полни орган.
Сонијев живот се преокренуо 1945. године када је кријумчар дрогом Вирџил “Турчин“ Солоцо, подржан од стране Татаља породице, пришао Виту са понудом да уђе у посао са трговином дроге. Током састанка Сони се излетео показавши заинтересованост за договор који је Вито одбацио. Вито је после састанка приговорио Сонију за откривање његових мисли аутсајдеру. Солоцо касније покушава да убије Вита, верујући да  ће Сони, као очев наследник увести породицу Корлеоне у трговину са дрогом.
Неуспели покушај убиства оставља Вита близу смрти, постављајући Сонија за шефа Корлеоне породице. Сони наређује Клеменци да убије Витовог издајничког телохранитеља Паула Гата. Солоцо организује други покушај убиства Вита у болници који спречава Мајкл. Сони после тих догађаја наређује убиство Бруна Татаље, сина и заменика Филипа Татаље.
Солоцо предлаже Мајкла за посредника примирја. Сони, верујући да је то трик, одбија и захтева од других мафијашких породица да предају Солоца породици Корлеоне или се суочавају са ратом. Хејген успешно убеђује Сонија да сачека зато што капетан Марк Мекласки, корумпирани капетан Њујоршке полиције који се налази на Солоцовом платном списку, се сложио да буде Солоцов телохранитељ. Хејген је упозорио Сонија да ће убиство капетана  прекршити дугорочно мафијашко правило да се не убијају припадници полиције, а као последица тога би била строга осуда од стране супарничких породица и полиције.
Мајкл, који пре никада није желео да буде умешан у породичне послове, добровољно се пријавио да убије Солоца и капетана, тврдећи да је капетан "фер игра" зато што је умешан у трговину са дрогом. Сони је био импресиониран Мајкловом оданошћу и храброшћу али је ипак сумњао да “добар студентски дечак”, његов брат, може да изврши убиство. На крају је ипак одобрио његов предлог. Мајкл се састао са Солоцом и капетаном у италијанском ресторану у Бронксу и убио их је обојицу. Ово покреће први подземни Њујоршки рат. Сони је средио Мајклу да побегне на Сицилију где ће бити под заштитом Витовог дугогодишњег пријатеља Дона Томасина.
Рат између пет породица је у току, а Сони неспособан да прекине пат позицију, наређује крваву рацију која му даје легендарну репутацију, такође планира и заверу против ривалских Донова како би их уклонио. Емило Барзини, Витов супарник и снага која се налази иза Солоца, уводи Конијевог мужа Карла Риција у план постављање замке за Сонија. Раније је Сони озбиљно претукао Карла након што је сазнао да је физички злостављао његову сестру Кони. Да би извукао Сонија на отворено, Карло провоцира Кони да уђе у расправу пре него што ју је добро претукао. Уплакана и повређена Кони је звала породицу како би јој помогли. Бесно, Сони је јурио испред својих телохранитеља ка Конијевом апартману који се налазио у Хелс Кичену. На Лонг Бич наплатној рампи су га сачекали и устрелили Барзнијеви људи из заседе.
Током састанка са Доновима других мафијашких породица ради успостављања мира, Вито је схватио да је Барзини главни одговорни за Сонијево убиство. Након Мајкловог повратка са Сицилије, заузео је Сонијево место као Витов наследник. Вито и Мајкл су тајно наставили да истражују Сонијево убиство како би обрисали друге Њујоршке донове ради освете. План је успешно извршен 1955. после Витове смрти која је уследила природним путем. Мајкл је обавестио Карла да су ривалски Донови убијени и приморава Карла да да признање да је био саучесник Сонијевог убиства. Карло је признао да је Барзини главни одговорни. На Мајклово наређење, Клеменца је задавио Карла жицом. У једном потезу, породица Корлеоне постаје најмоћнија мафијашка породица у земљи.

## Улога у наставцима филма Кум
Као што се појављује у оригиналном филму Кум, појављује се и у другом делу, Кум 2. У овом филму се појављује у неким ретроспективним сценама као млад момак. Последњи пут се појављује на крају приче, у сцени која приказује прославу Витововог рођендана 1941. Мајкл најављује да је напустио колеџ и да се добровољно пријавио у војну службу да се бори у Другом светском рату. Сони је бесан на ту одлуку и критикује његовог брата зашто ризикује свој живот за "гомилу странаца". Ова сцена подсећа такође на то да је Сони представио Карла Кони и остатку породице, што је довело и до брака.
У Куму 3, Винцет Корлеоне је представљен као Сонијев нелегитиман син са Луси Манчини. Винцет успева да наследи Мајкла и да дође на чело породице на крају филма. Винцово постајање у филму противречи књижевном универзуму зато што Пузов оригинални роман излаже да Луси никада није родила дете Сонију.

### Породица
- Вито Корлеоне—отац; улогу играо Марлон Брандо и Роберт Де Ниро као младог одраслог Вита Корлеонеа
- Кармела Корлеоне—мајка; улогу играла Моргана Кинг
- Сандра Корлеоне—жена; улогу играла Џули Грег
- Том Хејген—усвојени брат; улугу играо Роберт Дувал
- Фредо Корлеоне—брат; улогу играо Џон Казале
- Мајкл Корлеоне—брат; улогу играо Ал Пачино
- Констанција "Кони" Корлеоне—сестра; улогу играла Талија Шајер
- Мери Корлеоне—нећака; улогу играла Софија Копола
- Антони Корлеоне—нећак; улогу играо Антони Гоунарис (Кум); улогу играо Џејмс Гоунарис (Кум 2); улогу играо Франц Д'Амбросио у Куму 3
- Франческа Корлеоне—ћерка, рођена 1937. године
- Кетрин Корлеоне—ћерка, рођена 1937. године
- Франк Корлеоне—син, рођен 1940. године
- Сантино Корлеоне млађи—син, рођен 1945. године
- Винцет Корлеоне—син са Луси Манчини, улогу играо Енди Гарсија

## Иза сцене
- Копола је режирао сцену Сонијеве смрти у Куму тако да подсећа на финалну сцену смрти Баров Клајда (Ворен Бејти) и Бони Паркер (Феј Данавеј) из филма Бони и Клајд.[2]
- Копола је у колима имао укључен радио који је преносио одлучујућу утакмицу у бејзболу где је победу однео Боби Томсон познатим "ударцем за који је чуо цео свет"(енг. "Shot Heard Round the World"). Ово би поставило Сонијеву смрт на 3. октобар 1951. што је контрадикторно роману за неколико година.
- Међу глумцима на аудицији за улогу Мајкла током снимања филма Кум, један непознати локални глумац из Њујорка зван Роберт Де Ниро је прочитао Сонијев део, такође и Мајклов и Карлов, али без успеха. Његови сурови снимци у сцени где се Паул Гато нуди да убије Риција се могу видети на DVD-у. На крају, Копола убацује у игру Кана и даје Де Ниру улогу Паула, али је дат у замену за филм "Банда која није могла да пуца право"(енг. "The Gang That Couldn't Shoot Straight") за Ал Пачина, који је убрзо добио улогу Мајкла.
- Првобитно требало је да Кан игра улогу главног лика Мајкла Корлеонеа (Сонијевог најмлађег брата), док Кармин Карди је требало да игра улогу Сонија. Међутим Копола је захтевао да улогу Мајкла одиграна глумац Ал Пачино. Студио је прихватио то али је захтевао да Кан узме улогу Сонија, па је остао у продукцији.
- Кан је био номинован за Оскара за најбољег споредног глумца за његову улогу у филму, такмичећи се са главним звездама Пачином и Робертом Дувалом.